# Polices d'État allemandes

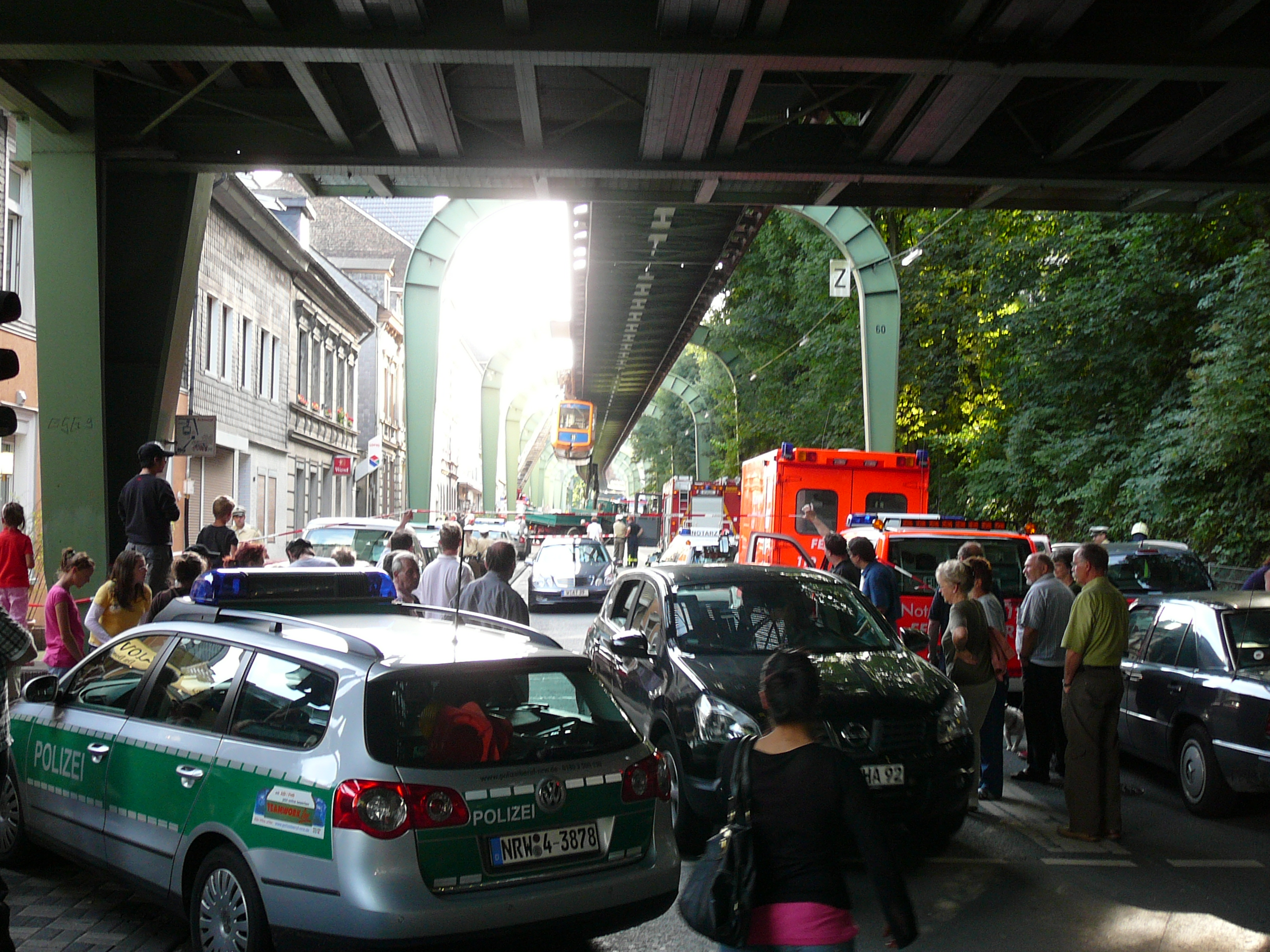
Police allemande d'État en intervention.

Chaque Land allemand est responsable de l'ordre public et de la sécurité. 
Chaque Landpolizei (« police de Land » ou « police d’État ») est répartie entre différents services :
- la Schutzpolizei (police urbaine en uniforme) ;
- le Landeskriminalamt (police judiciaire en civil) ;
- la Verkehrspolizei (police des routes) ;
- l'Autobahnpolizei (police des autoroutes) ;
- la Bereitschaftspolizei, en français police antiémeute (maintien de l'ordre) ;
- la Wasserschutzpolizei (protection des eaux) ;
- la Schifffahrtspolizei (police de la navigation) ;
- d'un ou plusieurs Spezialeinsatzkommandos (SEK), groupe d'intervention de type GIPN en France.